# Himerta sepulchralis
Himerta sepulchralis là một loài tò vò trong họ Ichneumonidae.